# Sir Abu Nuair
L'illa de Sir Abu Nuair, Sir Abu Nuayr o Sir Abu Nu'air (àrab: جزيرة صير بو نعير, jazīrat Ṣīr Bū Nuʿayr) és una illa dels Emirats Àrabs Units a 65 km de la costa d'Abu Dhabi. Pertany a l'emirat de Xarjah però amb certs drets per Abu Dhabi a la plataforma marítima de l'entorn. Disposa de platges superbes i la costa nord, nord-oest i nord-est estan rodejades de coral.
L'illa estava deshabitada i era visitada només per pescadors. Actualment hi viuen alguns pescadors i treballadors de manera permanent. És lloc on les tortugues ponen els seus ous. L'illa té un diàmetre de 4 km i una superfície de quasi 10 km². la seva estructura se salina; es va formar per sediments a l'era Cambriana. El seu punt més alt és el Turó Verd de 82 metres.
S'hi va trobar una gerra de ceràmica datada de 3500 anys enrere (1500 aC) i altres objectes datats vers el 1000 aC a 1500 aC. Sembla que l'activitat a l'illa fou permanent després d'aquesta època.
El maig del 2007 l'emir de Sharjah Sultan ben Muhammad Al- Qasimi, va anunciar la construcció d'un nou aeròdrom a l'illa en el marc d'un projecte de desenvolupament, que substituirà al vell i antiquat aeròdrom que no serveix per aparells grans. La marina existent serà condicionada per rebre més iots i vaixells de plaer.